# Henno Martin

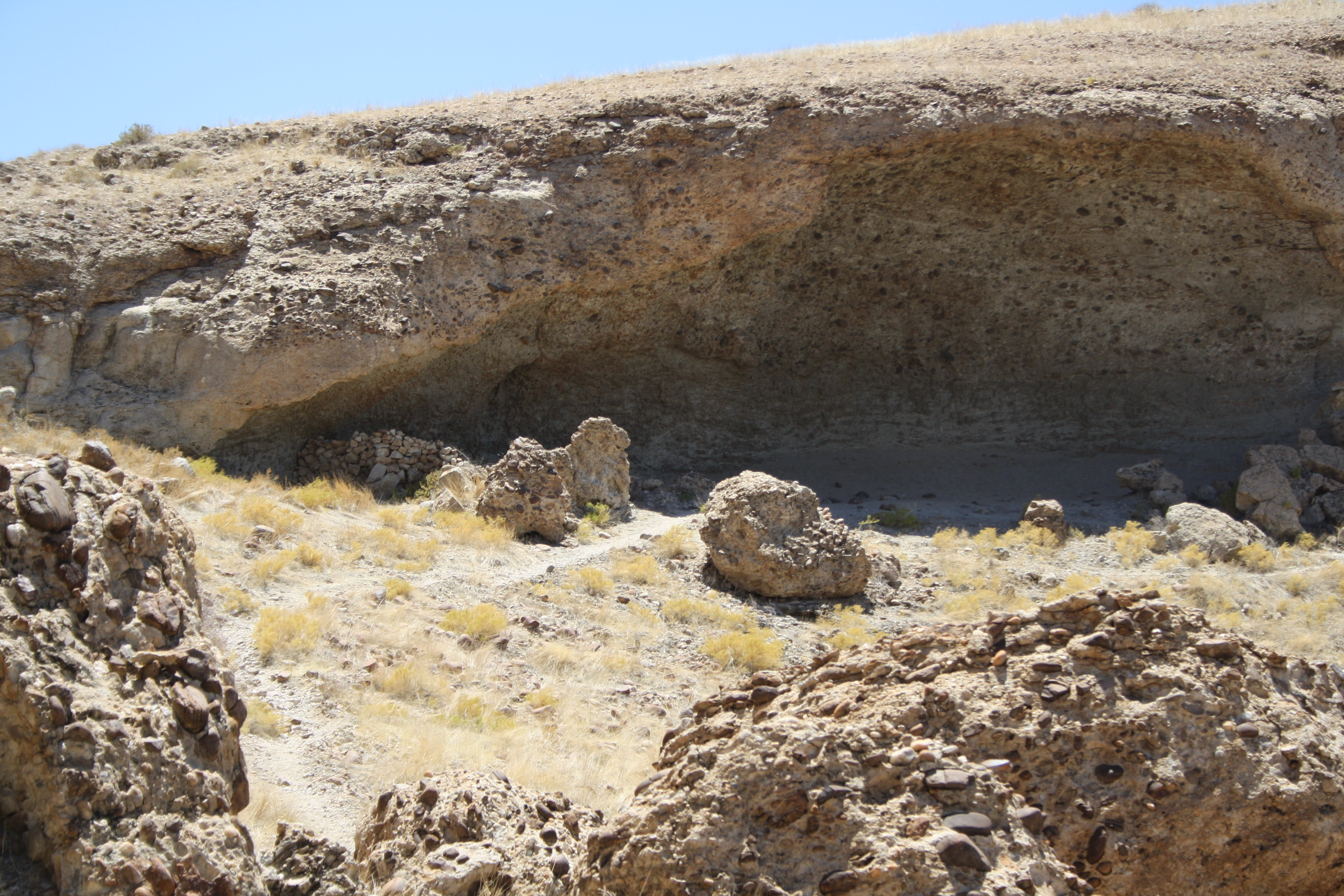
Ruinen vom Henno-Martin-Shelter im Kuiseb-Canyon

Henno Martin (* 15. März 1910 in Freiburg im Breisgau; † 7. Januar 1998 in Göttingen) war ein deutscher Geologe.

## Leben
Henno Martin verließ Deutschland 1935 als frisch promovierter Geologe mit seinem Freund und Kollegen Hermann Korn und reiste ohne Forschungsauftrag von staatlicher oder offizieller Seite in das Gebiet der ehemaligen deutschen Kolonie Deutsch-Südwestafrika, damals das Mandatsgebiet Südwestafrika unter Verwaltung der Südafrikanischen Union (heute Namibia). In der Walfischbucht gelandet, begannen sie mit der Kartierung des Naukluftgebirges und erforschten Wasservorkommen für Farmer.
Nach Beginn des Zweiten Weltkrieges musste er – wie andere Deutsche in Südwestafrika – befürchten, als feindlicher Ausländer verhaftet und interniert zu werden. Aus diesem Grund flüchtete er mit Hermann Korn 1940 in die Wüste um den Kuiseb-Canyon westlich von Windhoek, wo die beiden zweieinhalb Jahre ein primitives Jägerdasein führten und sich vor der Polizei sowie Einheimischen versteckt hielten. Martins Kampf ums Überleben in der Wüste schildert sein Buch Wenn es Krieg gibt, gehen wir in die Wüste.
Nach dem zweieinhalb Jahre dauernden Abenteuer, das die beiden wegen einer Vitaminmangelkrankheit Korns beenden mussten, wurde er nach seiner Rückkehr in die Zivilisation verhaftet, kam aber wegen seiner unpolitischen Haltung rasch wieder frei und wurde von der südwestafrikanischen Mandatsregierung im Wasserbauamt eingestellt, wo er seine Suche nach Wasservorkommen fortsetzte.
Henno Martin arbeitete beim Geological Survey of the Republic of South Africa und war Professor an der Universität Kapstadt. 1958 bis 1960 war er Gastprofessor in São Paulo (Brasilien). Er nahm 1965 einen Ruf als Professor der Geologie an der Universität Göttingen an. 1967 wurde er zum korrespondierenden Mitglied der Göttinger Akademie der Wissenschaften gewählt.
Die Geologische Vereinigung verlieh Henno Martin 1980 die Gustav-Steinmann-Medaille in Würdigung seiner grundlegenden Arbeiten über das Werden und Auseinanderbrechen des Gondwana-Kontinents, welche das Wissen um die Mechanismen alter und junger Globaltektonik wesentlich erweiterten.

## Schriften
- Wenn es Krieg gibt, gehen wir in die Wüste. Union Deutsche Verlags Gesellschaft, Stuttgart 1956 (Originalausgabe), ISBN 978-3935453028.
- The Hypothesis of Continental Drift in the Light of Recent Advances of Geological Knowledge in Brazil and in South West Africa. Geological Society of South Africa, 1961.
- The Precambrian Geology of South West Africa and Namaqualand. University of Cape Town, Precambrian Research Unit, Cape Town 1965.
- Sein Leben und Buch werden im Roman Hummeldumm thematisiert.

## Filmische Rezeption
- Regardt van den Bergh: The Sheltering Desert, Südafrika 1991, mit Jason Connery, Rupert Graves und Joss Ackland (Verfilmung des Buches Wenn es Krieg gibt, gehen wir in die Wüste)